# Borðoy
Borðoy (en danois : Bordø, en français du XIXe siècle Bordö ou Bordoë) est une île dans le nord-est de l'archipel des îles Féroé d'une superficie de 95 km2 et peuplée de 4 995 habitants (février 2005). 
Elle compte sept villages : Klaksvík (la deuxième plus « grande » ville des îles Féroé, 4 681 hab.), Norðdepil (164), Norðoyri (79), Árnafjørður (49), Ánir (13), Norðtoftir (7), Depil (2). Mentionnons aussi trois villages abandonnés : Skálatoftir, Múli,  et Fossá, au nord.
Il y a cinq collines : Lokki (755 m), Háfjall (647 m), Borðoyarnes (392 m), Depilsknúkur (680 m) et Hálgafelli (503 m).

## Transports
L'île était, jusqu'à un passé récent, reliée exclusivement par ferry au village de Leirvík sur l'île d'Eysturoy. Mais, depuis le 29 avril 2006, le Norðoyatunnilin (le tunnel des îles du Nord) permet une liaison terrestre entre le village de Leirvík et celui de Klaksvík, en passant sous le détroit de Leirvíksfjørður. Ce tunnel, qui est le plus long de l'archipel avec 6 300 m, passe à 150 m au-dessous du niveau de la mer. La pente maximale est de 6 %. Dès lors, dès le jour de l'ouverture du tunnel, la liaison de ferry a été supprimée au profit d'une ligne de bus qui fait plusieurs fois par jour l'aller-retour entre Klaksvík et Tórshavn, la capitale des îles Féroé. Le trajet dure environ 90 minutes (70 km). 
L'île voisine de Viðoy est accessible par une chaussée, qui ouvrit en 1963. Les deux tunnels à une seule voie ont été ouverts en 1967.
L'île de Kunoy peut quant à elle être également atteinte par une chaussée datant de 1988.

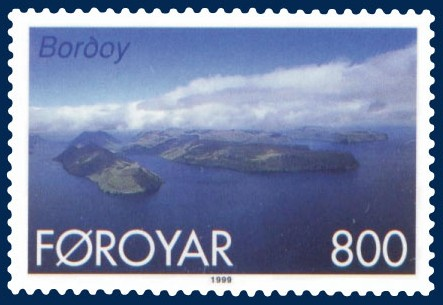
Timbre postal représentant l'île de Borðoy.